# Château de La Calsade
Le château de Bassignac et de la Calsade est situé à Badailhac dans le Cantal.

## Descriptions

### Bassignac
Le château domine le Goul sur la rive droite, à la vue du château de Messilhac.

#### La Calsade
Logis avec pigonnier couvert de lauzes. Escalier intérieur à retour sans jour, souillarde voûtée.

## Histoire

### Bassignac
En  1419 Rigoud de Montamat, coseigneur de  Murat-Lagasse et de  Badailhac, possédait Bassignac.
En 1700 Antoine d'Humières, marquis de  Vareilles l'habitait et en était seigneur. N'ayant pas eu d'enfants, il lègue ses biens, à Alexandre de Cassagnes de Beaufort de Miramon.

### La Calsade
D'après inscription au linteau de la porte d'entrée, manoir construit en 1663 pour Marguerite Cat de Rastinhac, veuve de François d'Humières ; le logis a été amputé de la partie qui se situait à gauche de l'escalier ; du pigeonnier en encorbellement ne subsistent que les consoles.
En 1771, il appartenait à la famille de Miramon.

## Visites
Ne se visite pas